# Stazione di Iwaki (Fukushima)
La stazione di Iwaki (いわき駅?, Iwaki-eki) è la stazione principale della città di Iwaki nella prefettura di Fukushima.La stazione è passante per la linea Jōban, e capolinea della Ban'etsu orientale diretta a Kōriyama.

## Linee e servizi
JR East
■ Linea Jōban
■ Linea Ban'etsu orientale

## Struttura
La stazione, ridisegnata nel 2006, è costituita da un fabbricato viaggiatori sopra il piano del ferro. Al livello del terreno sono presenti 6 binari con tre marciapiedi a isola. È presente una biglietteria presenziata aperta dalle 5:40 alle 21:30, e la stazione è priva di barriere architettoniche.
| 1-2 | ■ Linea Jōban              | per Takahagi, Hitachi, Mito, Tomobe, Ishioka, Tsuchiura, Abiko e Ueno |
| 3-4 | ■ Linea Jōban              | per Hisanohama e Hirono                                               |
| 5   | ■ Linea Jōban              | per Hisanohama e Hirono                                               |
| 5   | ■ Linea Jōban              | per Takahagi, Hitachi, Mito e Oyama                                   |
| 5   | ■ Linea Ban'etsu orientale | per Ogawagō, Ononiimachi, Kōriyama e Sendai                           |
| 6   | ■ Linea Ban'etsu orientale | per Ogawagō, Ononiimachi, Kōriyama e Sendai                           |

## Stazioni adiacenti
- Presso la stazione fermano anche l'espresso limitato Hitachi e le sue sottocategorie Fresh Hitachi e Super Hitachi.

| «                        | Servizio                 | »                        |
| Linea Ban'etsu orientale | Linea Ban'etsu orientale | Linea Ban'etsu orientale |
| ------------------------ | ------------------------ | ------------------------ |
| Capolinea                | -                        | Akai                     |
| Linea Jōban              |                          |                          |
| Uchigō                   | -                        | Kusano                   |